# 日本道路公團
日本道路公團（日语：／ Nihon dōro kōdan */?）是2005年9月30日以前於日本存在，主要負責收費道路（高速自動車國道及一般收費道路）建設、管理的特殊法人。英文表記為「Japan Highway Public Corporation」。略稱JH。
2005年（平成17年）10月1日日本道路公團分割民營化，本公團解散。

## 概要
公團資本金全額由日本國出資。

## 沿革
- 昭和31年（1956）4月16日　根據日本道路公團法設立
- 平成17年（2005）10月1日　日本道路公團分割民營化，該公團所有業務的權利及義務由東日本高速道路株式會社、中日本高速道路株式會社、西日本高速道路株式會社及日本高速道路保有、債務返濟機構分割繼承而解散

## 歷屆總裁
1. 岸道三　1956年4月16日～1962年3月14日
2. 上村健太郎　1962年3月20日～1966年4月30日
3. 富樫凱一　1966年5月1日～1970年6月4日
4. 前田光嘉　1970年6月5日～1978年11月30日
5. 高橋國一郎　1978年12月1日～1986年4月30日
6. 宮繁護　1986年5月1日～1991年5月15日
7. 鈴木道雄　1991年5月16日～1998年7月7日
8. 緒方信一郎　1998年7月7日～2000年6月20日
9. 藤井治芳　2000年6月20日～2003年10月27日
10. 近藤剛　2003年11月20日～2005年9月30日

## 外部連結
- （日本道路公團，存于）